# ウィザードリィ ルネサンス
『ウィザードリィ ルネサンス』とは、2009年より開始されたウィザードリィのブランド再生計画であり、ゲームポットの岩原ケイシが総合プロデューサーを務めた。

## 概要
『ウィザードリィ 狂王の試練場』から『Wizardry 8』までを展開していたサーテックの解散後、複数の会社によっていくつもの『ウィザードリィ』ブランドのゲームが発売されたが、それらは製作者が異なるため、作品ごとに異なる世界観を持っていた。この計画は、以降の作品の世界観の統一やクオリティの管理・維持を行うことでウィザードリィの「再生」を行おうというプロジェクトで、複数の会社が参加していた。
岩原はファミ通とのインタビューの中で、『ウィザードリィ 〜生命の楔〜』の制作中に本格的な世界観の構築を考えたと話している。当初岩原は「開発各社が、背景となる神話から物語を切り出して、各々の『ウィザードリィ』を創ればよい」程度しか考えていなかったが、その世界における庶民の生活といった物語を作る上で必要な要素が不足していることに気づいていろいろ書き足していったら膨大な量になってしまったと振り返っている。セッティングにあたり、岩原は「古きよきRPGやTRPGの世界の再興」とした一方、権利の都合上使用できない名称や、オリジナルの『ウィザードリィ』のように「現実世界で流行していたもの」をどこまで入れるかは注意を払ったとファミ通とのインタビューで話している。また、「ルネサンス」のベースは1作目から5作目がメインである一方、6作目以降の設定については宇宙からの侵略者や外宇宙からの来訪者などの要素として取り入れられている。

## ゲーム作品

### ウィザードリィ オンライン
『ウィザードリィ オンライン』はルネサンスシリーズの中核とされ、他のルネサンスシリーズと共通の世界観を持つWindows用MMORPG。開発はヘッドロック。
各プレイヤーは1キャラクターのみを扱ってアクション要素の強い冒険を行う形式。ダンジョンなどでの他プレイヤーへの襲撃、いわゆるPK（プレイヤーキラー）要素が全面に押し出されていたのが大きな特徴でもあった。2011年10月14日正式サービス開始、2016年12月20日サービス終了。運営：ゲームポット。

### ウィザードリィ 囚われし魂の迷宮
『ウィザードリィ 囚われし魂の迷宮』は2009年12月9日にアクワイアから発売されたPlayStation 3用ソフトで、PlayStation Storeのダウンロード専用タイトル。2020年1月16日より、SteamおよびGOG.comでMicrosoft Windows版がそれぞれ配信開始された。

### ウィザードリィ 囚われし亡霊の街
『ウィザードリィ 囚われし亡霊の街』は2011年1月27日にアクワイヤから発売されたPlayStation 3用ソフトで、PlayStation Storeのダウンロード専用タイトル。
『囚われし魂の迷宮』の続編で、前作とのセット商品「ウィザードリィ ツインパック」も同時発売された。

### ウィザードリィ 〜生命の楔〜
『ウィザードリィ 〜生命の楔〜』は2009年11月19日に、ジェンタープライズから発売されたニンテンドーDS用ソフトであり、Amazon.co.jpでのみ発売された。
ニンテンドーDS用ウィザードリィ第1弾として発売された本作は、メインストーリークリアまではパーティから外すことのできない主人公キャラクターが存在しており、この主人公キャラクターとストーリー進行で加入する各種キャラクター（転職不可）、プレイヤーがキャラメイク可能な冒険者でパーティを組んで冒険することになる。
このほかの特徴として、リアルタイムで動くトラップやタッチペンを使った仕掛けの導入などが挙げられる。
当初、世界観は外部のスタッフが作成したものの、違和感を感じた岩原によって作り直された。また、この作品が「ルネサンス」における世界観のセッティングのきっかけとなった。

### ウィザードリィ 〜忘却の遺産〜
『ウィザードリィ 〜忘却の遺産〜』は2010年7月29日に、ジェンタープライズから発売されたニンテンドーDS用ウィザードリィ第2弾。Amazon.co.jp専売。『生命の楔』と同時間軸の別の物語を描いた作品。前作の「主人公」の要素は廃されており、ゲームの最初からキャラメイク可能な冒険者たちでパーティを組んで冒険が行えるようになった。

### Wizardry Online Mobile
『Wizardry Online Mobile』（ウィザードリィ・オンライン・モバイル）は2010年5月24日から2011年6月30日まで運営されたウィザードリィシリーズ初の携帯電話用MMORPG。ドコモFOMA905iシリーズ用ソフト。配信元はSo-net（ソネットエンタテインメント）。

### 東京迷宮 -ウィザードリィ0-
『東京迷宮 -ウィザードリィ0-』はmobage向けにリリースされた、ウィザードリィシリーズ初のソーシャルゲーム。開発・運営：ゲームポット。2011年8月24日サービス開始（現在はサービス終了）。プレイヤーは東京に似た異世界「グノーメルン」に召喚され、謎の少女「アイリス」と共に探索を開始する。
同作はダンジョンを攻略する「迷宮」と、ゲーム進行に有利なアイテム「秘石のかけら」を賭けて他のプレイヤーにカードバトルを挑む「審判」という2つのモードが収録されている。

### ウィザードリィ 〜戦乱の魔塔〜
『ウィザードリィ 〜戦乱の魔塔〜』はiOS/Android端末向けにリリースされた、ウィザードリィシリーズのソーシャルゲーム第2弾。運営：バンダイナムコゲームス。iOS版は2013年1月23日、Android版は同年7月29日にサービス開始。プレイヤーは「聖姫軍」か「黒帝軍」のいずれかに所属し、「堕天の塔」の攻略を目指す。2015年6月30日サービス終了。

### Wizardry Schema
『Wizardry Schema』は、iOS端末向けにリリースされているダンジョン探索型RPGであり、ゲームポットが運営している。2014年7月29日にサービスを開始し、2017年6月29日にサービス終了した。2016年8月Android用サービス開始。パーティを組み、ダンジョンを探索してアイテム収集やキャラクターの強化を行うRPGではあるが、既存シリーズと異なりダンジョンの探索を自動で行う「放置系」のゲームとなっており、公式でも「ダンジョン探索型ログRPG」と呼称されている。

### Wizrogue 〜Labyrinth of Wizardry〜
『Wizrogue 〜Labyrinth of Wizardry〜』はウィザードリィの名を冠したローグライクゲーム。他のウィザードリィ作品のようなパーティ制を採用しており、一般的なローグライクゲームと異なり、プレイヤーや敵のコマが複数のキャラクターの組み合わせであるのが大きな特徴。
開発・運営はタイトー。スマートフォン・タブレット端末向けに開発されたタイトルで、Android版は2014年12月22日に、iOS版は2015年2月19日にそれぞれサービスを開始した。また、ウィザードリィシリーズ史上初となる、アーケードゲーム版の展開も検討されていた。スマートフォン向け日本語版は2015年10月30日サービス終了。
その後、ポーランドのゲームメーカーForever Entertainmentによって、2017年2月25日より2020年末までWindows/Mac/Linux向け英語版がSteamで、2017年10月19日より2021年初頭までAndroidでそれぞれ配信された。この英語版は、アイテム課金を採用していた日本版とは異なり、買い切り形式のゲームとなっており、メーカーのサーバーに依存しないローカル環境で楽しむこともできた。また、楽曲制作者として参加していた土屋昇平（ZUNTATA）は、自身のソロアルバム「ZUNTATA RARE SELECTION」に同作の楽曲を収録した。同作の楽曲について土屋は「ウィズローグの曲は，“土の匂いが混ざった神秘的な空気”の表現にこだわって作りました。」と4Gamer.netとのインタビューの中で語っており、自分にとってファンタジー作品は初めてだったが、同作への参加を通じて、ファンタジー作品の音楽についての指針を見いだせたと述懐している。
評価
4Gamer.netのカイゼルちくわは、ウィザードリィの要素が強く、スマホアプリとは思えない緊張感を味わえると評価している。

## 漫画作品
『Wizardry ZEO』
闇天使と契約を交わした魔術師の少年ゼオを主人公とする冒険譚。
著者は福原蓮士。全4巻で、講談社より刊行された。
1. 2010年6月。ISBN 978-4-06-384319-4
2. 2010年6月。ISBN 978-4-06-384320-0
3. 2010年11月。ISBN 978-4-06-384403-0
4. 2011年5月。ISBN 978-4-06-384484-9